# Ligustr

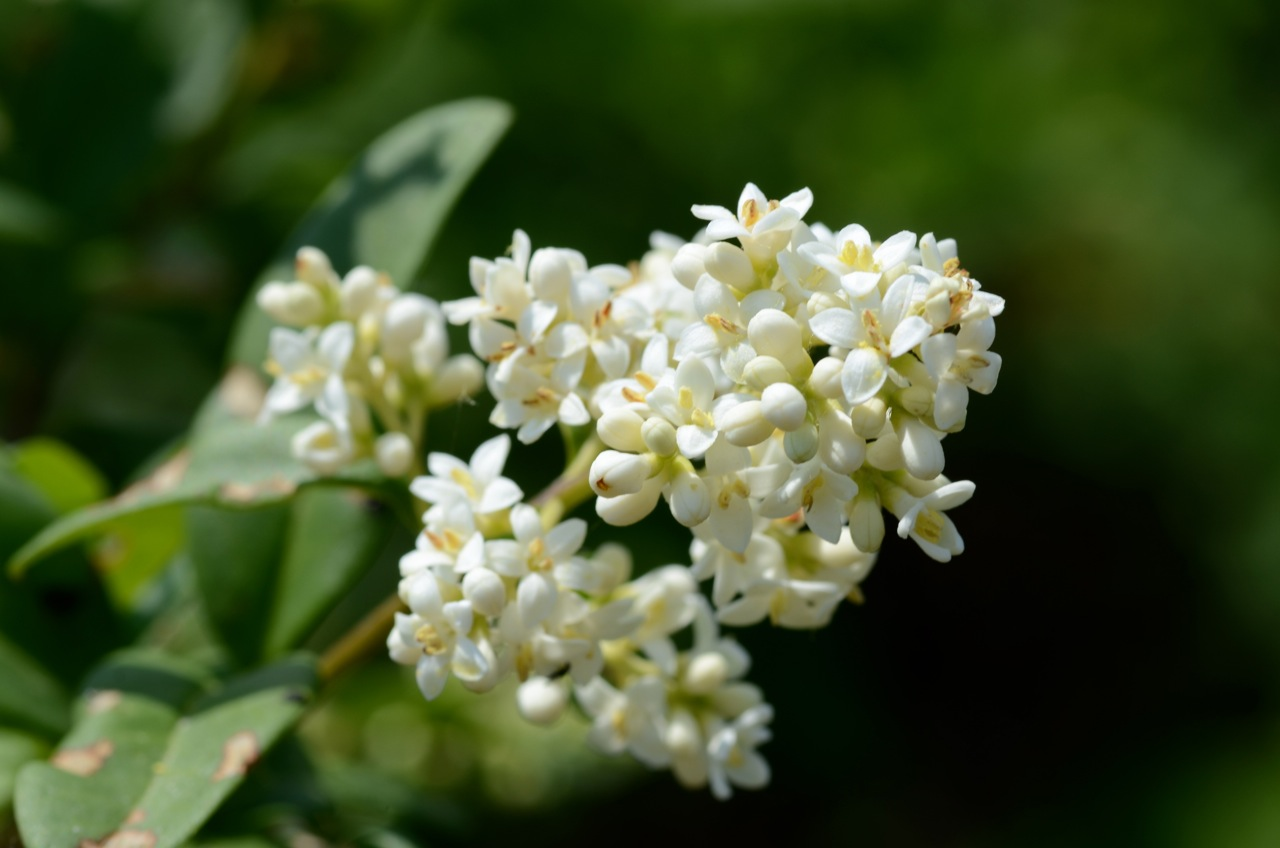
Kwiaty ligustru pospolitego

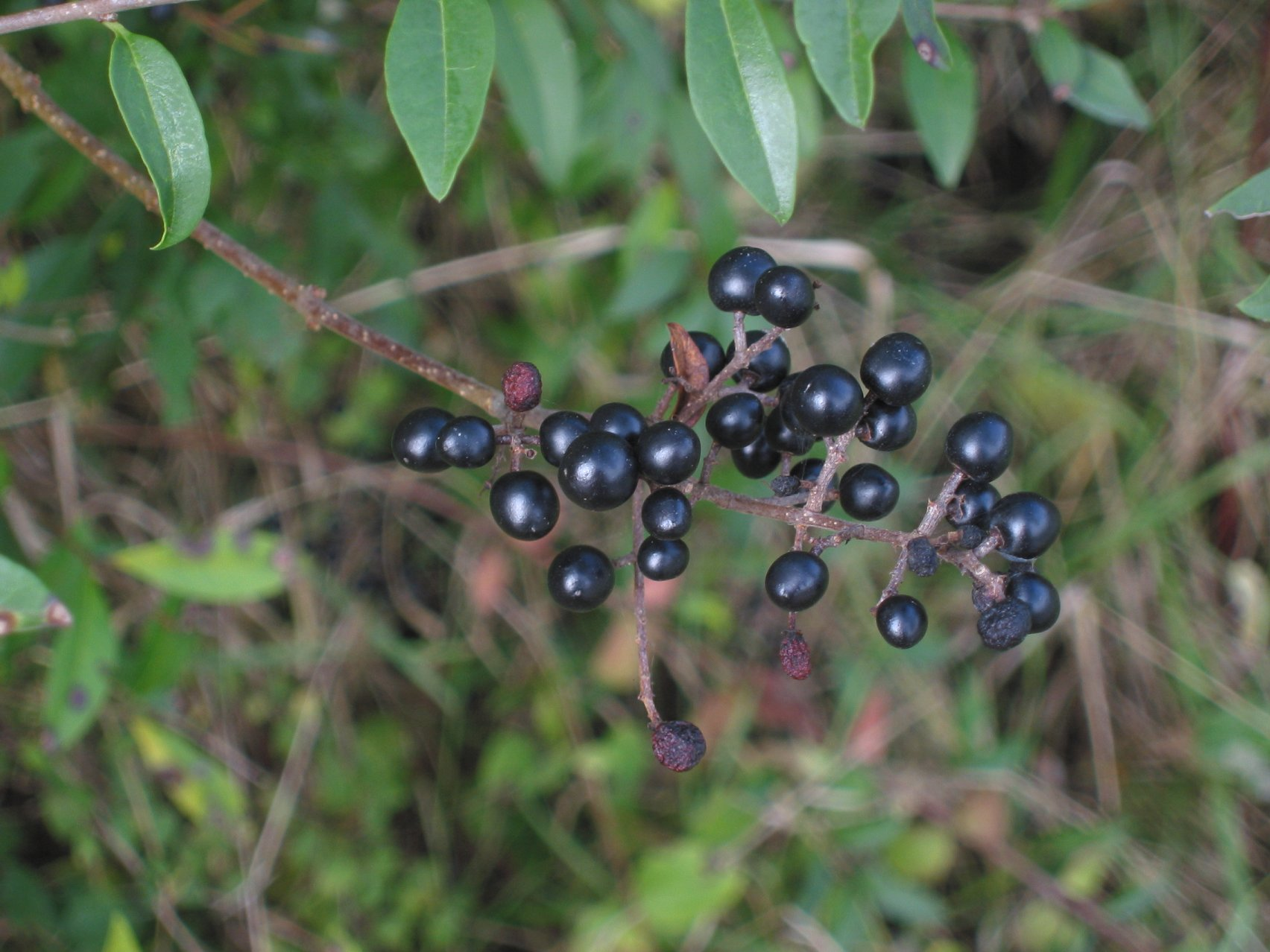
Owoce ligustru pospolitego

Ligustr (Ligustrum L.) – rodzaj roślin należący do rodziny oliwkowatych (Oleaceae). Liczy 45 gatunków. Większość występuje w południowo-wschodniej i wschodniej Azji, jeden gatunek – ligustr pospolity L. vulgare rośnie w Europie, rejonie Kaukazu i północno-zachodniej Afryce, także jeden gatunek – Ligustrum australianum występuje w Queensland w północnej Australii. Różne gatunki zawleczone poza obszar naturalnego występowania są uciążliwymi gatunkami inwazyjnymi. L. robustum zaliczony został do 100 najbardziej inwazyjnych gatunków na świecie.
W naturze ligustry rosną zwykle w różnych formacjach zaroślowych, często na glebach wapiennych. Ich kwiaty zapylane są przez owady. Kwiaty pachną, ale aromat bywa nieprzyjemny ze względu na zawartość trimetyloaminy o zapachu podobnym do amoniaku. Na ligustrze żeruje pryszczel lekarski – trujący owad dawniej wykorzystywany w medycynie.
Różne gatunki i odmiany uprawiane są jako rośliny ozdobne, często w formie żywopłotów – np. ligustr pospolity i ligustr jajowatolistny L. ovalifolium. Ligustr lśniący L. lucidum uprawiany jest jako zimozielone drzewo uliczne w Azji i południowej Europie (też rośnie inwazyjnie w Nowej Zelandii i Australii). Rośliny z tego rodzaju wykorzystywane są także jako miododajne i lecznicze.

## Morfologia
PokrójKrzewy i drzewa osiągające ok. 15 m wysokości.
LiścieZimozielone lub sezonowe, naprzeciwległe, pojedyncze, krótkoogonkowe, całobrzegie i nieco mięsiste.
KwiatyObupłciowe, zebrane w wyrastające szczytowo lub podszczytowo kwiatostany wiechowato-wierzchotkowe. Kielich dzwonkowaty, składa się z 4 działek zrośniętych u nasady, często drobnych. Płatki korony są cztery, białe, u nasady są zrośnięte w krótką lub dłuższą, walcowatą rurkę, zakończoną wolnymi, nieco kapturkowatymi łatkami. Pręciki są dwa, są schowane lub wystają z rurki korony. Zalążnia jest górna i dwukomorowa, w każdej komorze rozwijają się dwa zalążki. Szyjka słupka jest krótka, z rozwidlonym znamieniem.
OwoceCzarne lub ciemnoniebieskie, mięsiste pestkowce podobne do jagód z papierzastym lub błoniastym endokarpem otaczającym 1–4 nasiona.

## Systematyka
Pozycja systematyczna
Rodzaj z rodziny oliwkowatych (Oleaceae), a w jej obrębie z plemienia Oleeae. Wraz z rodzajem lilak Syringa łączony jest w podplemię Ligustrinae Koehne (1893). Analizy filogenetyczne oparte na badaniach molekularnych pozwoliły stwierdzić, że rodzaj Ligustrum jest zagnieżdżony w rodzaju Syringa, czyniąc z niego takson parafiletyczny.
Wykaz gatunków
- Ligustrum angustum B.M.Miao
- Ligustrum australianum F.Muell.
- Ligustrum compactum (Wall. ex G.Don) Hook.f. & Thomson ex Brandis
- Ligustrum confusum Decne.
- Ligustrum cumingianum Decne.
- Ligustrum delavayanum Har.
- Ligustrum expansum Rehder
- Ligustrum foliosum Nakai
- Ligustrum glomeratum Blume
- Ligustrum gracile Rehder
- Ligustrum guangdongense R.J.Wang & H.Z.Wen
- Ligustrum henryi Hemsl.
- Ligustrum ibota Siebold
- Ligustrum japonicum Thunb.
- Ligustrum leucanthum (S.Moore) P.S.Green
- Ligustrum lianum P.S.Hsu
- Ligustrum lindleyi (Wall. ex G.Don) P.S.Green
- Ligustrum liukiuense Koidz.
- Ligustrum lucidum W.T.Aiton – ligustr lśniący
- Ligustrum micranthum Zucc.
- Ligustrum minii Raizada
- Ligustrum morrisonense Kaneh. & Sasaki
- Ligustrum myrsinites Decne.
- Ligustrum nepalense Wall.
- Ligustrum novoguineense Lingelsh.
- Ligustrum obovatilimbum B.M.Miao
- Ligustrum obtusifolium Siebold & Zucc. – ligustr tępolistny
- Ligustrum ovalifolium Hassk. – ligustr jajowatolistny
- Ligustrum parvifolium Kiew
- Ligustrum pricei Hayata
- Ligustrum punctifolium M.C.Chang
- Ligustrum quihoui Carrière
- Ligustrum retusum Merr.
- Ligustrum robustum (Roxb.) Blume
- Ligustrum salicinum Nakai
- Ligustrum sempervirens (Franch.) Lingelsh.
- Ligustrum sinense Lour.
- Ligustrum stenophyllum Quisumb. & Merr.
- Ligustrum strongylophyllum Hemsl.
- Ligustrum tamakii Hatus.
- Ligustrum tenuipes M.C.Chang
- Ligustrum tschonoskii Decne.
- Ligustrum undulatum Blume
- Ligustrum vulgare L. – ligustr pospolity
- Ligustrum xingrenense D.J.Liu